# Лонг-Біч (Індіана)
Лонг-Біч (англ. Long Beach) — місто (англ. town) в США, в окрузі Лапорт штату Індіана. Населення — 1189 осіб (2020).

## Географія
Лонг-Біч розташований за координатами 41°44′42″ пн. ш. 86°51′23″ зх. д. / 41.74500° пн. ш. 86.85639° зх. д. (41.745087, -86.856250).  За даними Бюро перепису населення США в 2010 році місто мало площу 8,15 км², з яких 2,75 км² — суходіл та 5,40 км² — водойми.

## Демографія
Згідно з переписом 2010 року, у місті мешкало 1179 осіб у 555 домогосподарствах у складі 366 родин. Густота населення становила 145 осіб/км².  Було 1093 помешкання (134/км²).
Расовий склад населення:
| - 96,8 % — білих - 1,4 % — чорних або афроамериканців - 1,1 % — азіатів - 0,3 % — корінних американців |

До двох чи більше рас належало 0,2 %. Частка іспаномовних становила 0,6 % від усіх жителів.
За віковим діапазоном населення розподілялося таким чином: 14,2 % — особи молодші 18 років, 53,7 % — особи у віці 18—64 років, 32,1 % — особи у віці 65 років та старші. Медіана віку мешканця становила 58,0 року. На 100 осіб жіночої статі у місті припадало 93,0 чоловіків;  на 100 жінок у віці від 18 років та старших — 90,9 чоловіків також старших 18 років.
Середній дохід на одне домашнє господарство  становив 123 585 доларів США (медіана — 77 250), а середній дохід на одну сім'ю — 155 801 долар (медіана — 113 438). Медіана доходів становила 83 750 доларів для чоловіків та 61 250 доларів для жінок. За межею бідності перебувало 1,4 % осіб, у тому числі 0,0 % дітей у віці до 18 років та 2,0 % осіб у віці 65 років та старших.
Цивільне працевлаштоване населення становило 496 осіб. Основні галузі зайнятості: освіта, охорона здоров'я та соціальна допомога — 32,3 %, науковці, спеціалісти, менеджери — 15,9 %, виробництво — 14,9 %.